# 波皮夫卡 (多布羅韋利奇基夫卡區)
48°27′5″N 30°48′57″E / 48.45139°N 30.81583°E
波皮夫卡（烏克蘭語：Попівка），是烏克蘭中部的村莊，隸屬基洛夫格勒州的新烏克蘭卡區。該村始建於1861年，面積0.2平方公里，海拔高度106米，2001年人口65，人口密度每平方公里328.3人。